# Tennis Club Napoli
Le Tennis Club Napoli est un club de tennis fondé à Naples en 1905, ce qui en fait un des plus anciens clubs sportifs de la ville. Il comprend six courts de tennis en terre battue et deux courts en herbe, en bord de mer.
Son adresse actuelle est : Viale Dohrn, Villa Comunale, 80121 Naples.